# Marquesado de Miranda
El marquesado de Miranda es un título nobiliario español creado por la reina regente María Cristina de Habsburgo Lorena y concedido, en nombre de Alfonso XIII, a María de Guadalupe Lasso de la Vega y Zayas mediante real decreto del 27 de abril de 1896 y despacho expedido el 23 de noviembre del mismo año.
La denominación hace referencia al apellido del esposo de la primera titular. Este título fue rehabilitado en 1986 por Juan Carlos I a favor de José Luis Miranda Azcona.

## Marqueses de Miranda
|                                  | Titular                                     | Periodo                   |
| Creación por Alfonso XIII        | Creación por Alfonso XIII                   | Creación por Alfonso XIII |
| -------------------------------- | ------------------------------------------- | ------------------------- |
| I                                | María de Guadalupe Lasso de la Vega y Zayas | 1896-1919                 |
| II                               | Fausto Miranda y Herráiz                    | 1919-1922                 |
| III                              | José Luis Miranda y Barcáiztegui            | 1935-                     |
| Rehabilitación por Juan Carlos I |                                             |                           |
| IV                               | José Luis Miranda Azcona                    | 1987-2024                 |

## Historia de los marqueses de Miranda
- María de Guadalupe Lasso de la Vega y Zayas (m. 25 de diciembre de 1919), I marquesa de Miranda.[1][3]

Casó con Fausto Miranda y Herráiz. Con autorización para designar sucesor, el 23 de marzo de 1920 le sucedió su esposo:
- Fausto Miranda y Herráiz (m. 7 de junio de 1922), II marqués de Miranda.[1][3]

En 1935 le sucedió su sobrino:
- José Luis Miranda y Barcáiztegui (n. San Sebastián, 4 de marzo de 1905), III marqués de Miranda.[1][3]

Casó, en San Sebastián el 2 de junio de 1933, con María del Pilar Azcona y Heredia  El 7 de enero de 1987, previo decreto de rehabilitación del 19 de noviembre de 1986 (BOE del 5 de diciembre), le sucedió su hijo:
- José Luis Miranda Azcona (San Sebastián, 13 de junio de 1935[6]-2024), IV marqués de Miranda.[3][4]

Casó con Elfriede Baues. Su hermana, María Eugenia Miranda Azcona, ha solicitado la sucesión en el título.